# Dmitri Babenko

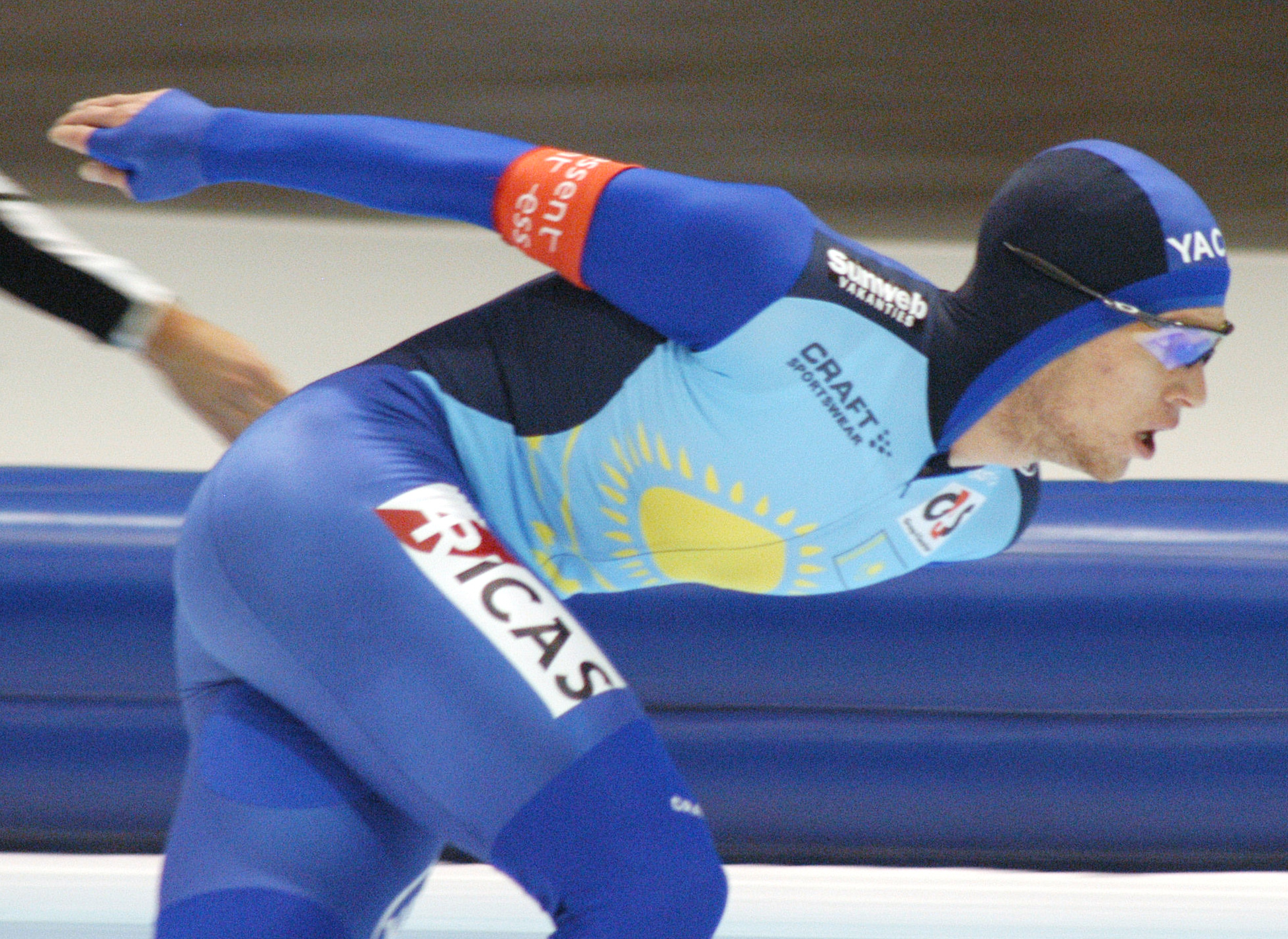
Dmitri Babenko beim Weltcup in Heerenveen 2007

Dmitri Alexandrowitsch Babenko (russisch Дмитрий Александрович Бабенко; * 22. März 1985 in Petropawlowsk, Kasachische SSR, UdSSR) ist ein kasachischer Eisschnellläufer ethnisch russischer Herkunft.
Dmitri Babenko nimmt seit 2003 an internationalen Wettbewerben teil. Zunächst startete er bei den Junioren-Weltmeisterschaften, ohne jedoch nennenswerte Platzierungen zu erreichen. Sein Weltcup-Debüt feierte Babenko im Februar 2004 in Heerenveen. Es dauerte jedoch bis zum Weltcup im Dezember 2007 in Kolomna, dass der Kasache als Siebter über 1500 Meter und als Achter über 10.000 Meter erstmals unter die besten zehn Starter in Weltcuprennen lief.
Bei nationalen und internationalen Meisterschaften konnte Babenko schon mehrfach erfolgreich antreten. Fünfmal wurde er bislang in den Jahren von 2005 bis 2007 über Strecken von 1500 bis 10.000 Meter kasachischer Meister. Zudem hält er vier kasachische Landesrekorde. Bei den Asienmeisterschaften gewann er 2005 in Ikaho die Bronzemedaillen über 5000 und 10.000 Meter, zwei Jahre später in Changchun gewann er über die beiden Strecken Silber hinter Hiroki Hirako. 2007 in Kearns startete er erstmals bei diesem Ereignis auf der 10.000-Meter-Strecke, auf der er den zwölften Platz belegte. Bisheriger Höhepunkt der Karriere war der Start bei den Olympischen Spielen 2006 von Turin. Dort trat er über 5000 Meter an und wurde 23.
Bei den Einzelstreckenasienmeisterschaften gewann Babenko über 5000 und 10.000 Meter 2005 in Ikaho die Bronze- und 2007 in Changchun die Silbermedaillen. Die Asienmeisterschaften in Shenyang beendete 2008 Babenko über 1500 Meter mit dem Gewinn der Bronzemedaille. Eine weitere Medaille verpasste er über 5.000 und 10.000 Meter als Viertplatzierter.

## Weltcup-Platzierungen
| Platzierung | 100 m | 500 m | 1000 m | 1500 m | 5000 m | 10000 m | Team |
| ----------- | ----- | ----- | ------ | ------ | ------ | ------- | ---- |
| 1. Platz    |       |       |        |        |        |         |      |
| 2. Platz    |       |       |        |        |        |         |      |
| 3. Platz    |       |       |        |        |        |         |      |
| Top 10      |       |       |        | 1      |        | 2       |      |

(Stand: 22. November 2009)